# 得臣
得臣（？—？），姜姓，名得臣，春秋时期齐国的大夫。齐庄公的儿子。
卫庄公娶得臣之妹庄姜。庄姜美而无子，卫国人作诗《硕人》。庄姜抚养戴妫的儿子，就是后来的卫桓公。讨厌卫庄公寵妾生的州吁。